# Električna napetost
Eléktrična napétost (tudi napétost; oznaka U; elektr. žarg. voltáža) je fizikalna in elektrotehniška količina, določena kot razlika električnega potenciala.
Električna napetost nam pove, koliko dela je treba opraviti za premik neke elektrine po neki poti v električnem polju. V konzervativnih sistemih je opravljeno delo neodvisno od poti. Zato je el. napetost kar razlika el. potencialov. Električna napetost je potencialna razlika med dvema točkama. 
Potencialna razlika lahko nastane zaradi različnih vzrokov:
- elektrostatika - statična elektrika nastane s prenosom naboja na neko telo. Naboj se običajno prenaša s pomočjo trenja. Vedno se kopiči na površini telesa, saj se istovrstni naboji odbijajo. S statično elektriko se pojavljajo najvišje napetosti (strela);
- kemični procesi - električna napetost v tem primeru nastane zaradi kemične reakcije med dvema snovema. Reakcija poteka, ko je sklenjena prevodna pot med enim in drugim reagentom;
- elektromehanski pojavi - električna napetost nastane v tuljavi, ki se vrti v magnetnem polju. Ta pojav izkoriščajo elektrogeneratorji;
- elektromagnetni pojavi - električna napetost nastane tudi v tuljavi v spreminjajočem se magnetnem polju. Na tem principu delujejo trans¬formatorji.

Poznamo enosmerno in izmenično električno napetost. Pri enosmerni napetosti je polariteta električne napetosti vseskozi enaka, medtem ko se pri izmenični spreminja.
Pri razlagi statične elektrike smo omenili naboj. Poznamo pozitivni in negativni naboj. Istovrstni naboji se odbijajo, medtem ko se nasprotni privlačijo. Torej med naboji nastopi določena sila.
Napetost merimo z merilnikom napetosti, ki se imenuje voltmeter. Voltmeter meri napetost na porabniku ali generatorju, zato ga moramo v električni krog vključiti vedno vzporedno s porabnikom oziroma generatorjem.
Viri električnega toka so naprave ali stroji, ki ustvarjajo razliko električnih potencialov. Razlika električnih potencialov povzroča tok nabojev (električni tok) za pogon različnih strojev in naprav. 

## Enačbe
{\displaystyle \mathrm {Napetost} ={\frac {\mathrm {Delo} }{\mathrm {Elektrina} }}\qquad oz.\qquad U={\frac {A}{Q}}} ali U=A:Q
{\displaystyle \mathrm {Napetost} =\mathrm {Upornost} \cdot \mathrm {El.tok} \qquad oz.\qquad U=R\cdot I}
Oblika zapis z el. potenciali:
{\displaystyle U=\Delta \phi =\;\phi _{2}-\phi _{1}\qquad \qquad kjer\qquad \qquad \phi ={\frac {Q}{4\pi \varepsilon _{0}r}}}

Mednarodni sistem enot predpisuje za električno napetost izpeljano enoto volt.
Merilna priprava za merjenje električne napetosti je voltmeter.

## Vrste električne napetosti
- enosmerna (DC) električna napetost (polariteta napetosti se s časom ne spreminja)
- izmenična (AC) električna napetost (polariteta napetosti se s časom spreminja)